# 닛폰마루 메모리얼 파크

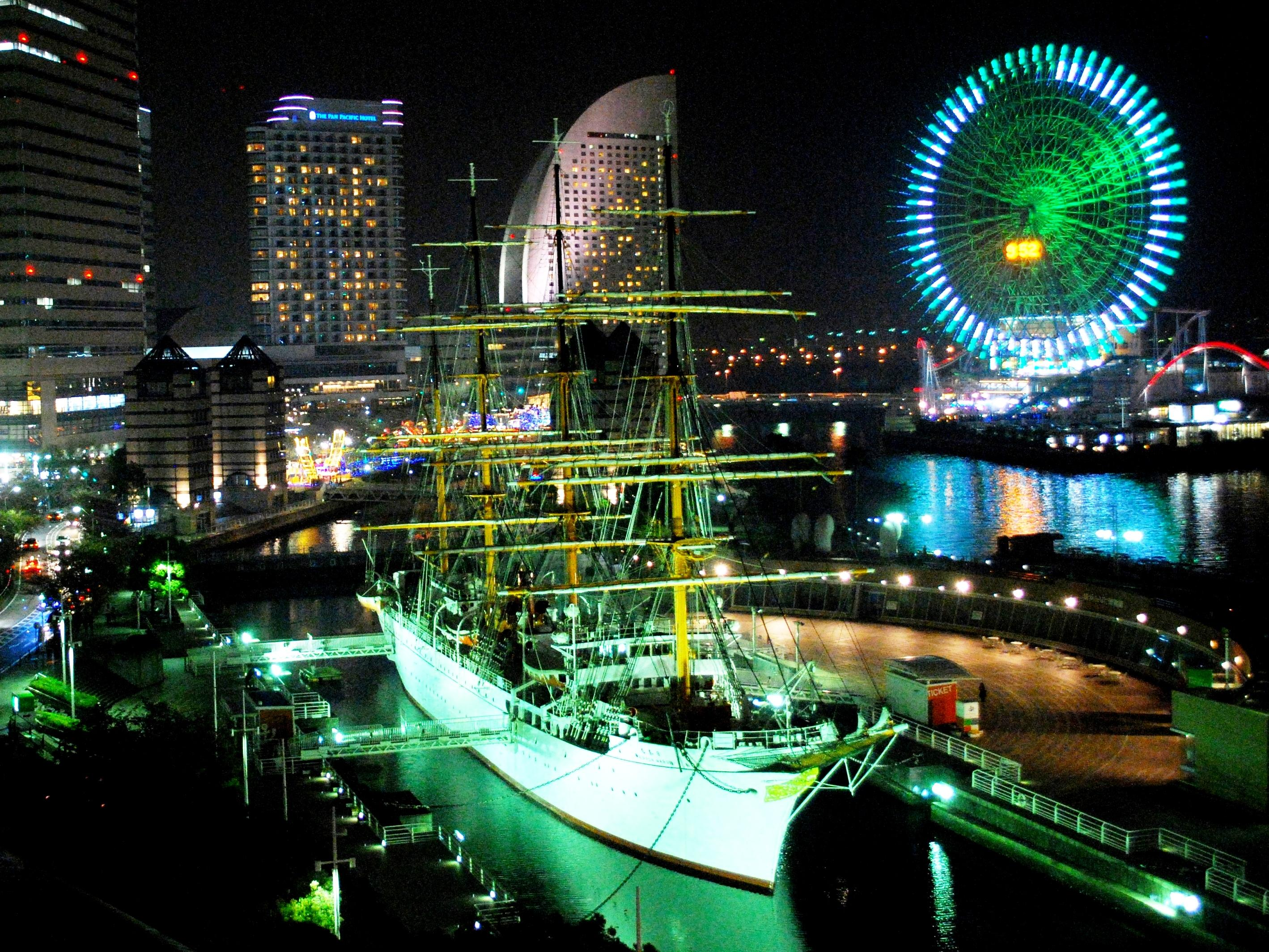
닛폰마루 메모리얼 파크

닛폰마루 메모리얼 파크(日本丸メモリアルパーク)는 일본 가나가와현 요코하마시 니시구에 있는 놀이공원으로, 배 닛폰마루를 볼 수 있다.